# Willi Ninja
William Roscoe Leake (New Hyde Park, Nueva York; 12 de abril de 1961-Nueva York; 2 de septiembre de 2006), conocido como Willi Ninja, fue un bailarín, coreógrafo y artista estadounidense. Especialmente reconocido por su aporte al estilo de baile Vogue.

## Biografía
Creció en Flushing y comenzó a bailar a la edad de siete años. Miembro de la escena gay de Harlem a principios de la década de 1980, realizó Voguing, una nueva forma de baile que imitaba los movimientos rítmicos de las modelos en la pasarela y en sesiones de fotos, en lugares públicos y en drag balls, por su aporte a este estilo de danza se lo considera «el padrino del voguing».
Apareció en este estilo como miembro de The Bootzilla Orchestra en el videoclip del álbum Waltz Darling de Malcolm McLaren de 1989. El título Deep in Vogue fue un éxito, especialmente en Alemania, incluso antes que la canción Vogue de Madonna, en la que también apareció Ninja. Fue una figura destacada del documental de 1990 Paris Is Burning, dirigido por Jennie Livingston.
En la escena drag queen de Nueva York, fue una personalidad importante, fundador y líder de House of Ninja (Casa de Ninja). El nombre proviene de las influencias asiáticas de la casa, aunado al hecho de que las personas en la escena del ballroom no se conocían. La Casa de Ninja tenía fama de ser multirracial; ya que, a excepción de la Casa Latina de Xtravaganza, la mayoría de las casas en ese momento eran afroamericanas.
Desfiló en desfiles de moda para Jean-Paul Gaultier y formó parte de la compañía de danza de Karole Armitage. Fundó la agencia de modelos Elements of Ninja en 2004, y fue un instructor de pasarela muy solicitado. Ayudó a Naomi Campbell y Paris Hilton a encontrar su estilo personal. Además de Paris is Burning, se encuentra presente en varias entrevistas del documental How Do I Look (2006) de Wolfgang Busch. Tuvo apariciones en America's Next Top Model y Jimmy Kimmel Live!.
Fue objeto de estudios queer y de género, así como estudios de interpretación, por su expresión artística de género transgresora e inconformista. En su honor Google  dedicó a su figura el doodle del 9 de junio de 2023 en relación con el Mes del Orgullo LGBT de junio.

### Muerte
Falleció el 2 de septiembre de 2006 en el New York Hospital Medical Center of Queens de Nueva York, a los cuarenta y cinco años, debido a una insuficiencia cardíaca a causa del sida que sufrió durante varios años.